# Herzog Swamp
Der Herzog Swamp (in der deutschen Kolonialzeit noch Herzogsee, seitdem aber wohl stark versumpft) ist ein Sumpfgebiet in einer Lagune nahe des Mündungsgebiets des Markham River in der Morobe-Provinz von Papua-Neuguinea.
Der Sumpf liegt etwa sechs Kilometer von der Küste entfernt südlich der Markham-Mündung und bildet eine ausgedehnte Lagune im Westen des Huongolfs. Das Gewässer wurde 1886 von Hauptmann Dreger entdeckt und zeichnet sich durch ein tropisches Klima und ein Gewirr von Inseln und Inselchen aus.